# Cerco de Siracusa (278 a.C.)
O Cerco de Siracusa de 278 a.C. foi a última tentativa de Cartago de conquistar a cidade de Siracusa, a capital do Reino de Siracusa, já enfraquecida por causa da guerra civil entre Toenão e Sóstrato. Os cartagineses aproveitaram a oportunidade para atacar e cercar a cidade, tanto por terra quanto pelo mar. Toenão e Sóstrato então pediram ajuda ao rei Pirro de Epiro. Quando ele chegou, os cartagineses recuaram se luta.

## Ataque cartaginês
Hicetas, o tirano de Siracusa, foi derrubado por Toenão e foi imediatamente desafiado por Sóstrato, que capturou a parte da cidade localizada na ilha da Sicília enquanto Toenão ocupou a outra parte, na ilha de Ortígia.
Quando as duas facções em Siracusa já estavam exaustas por causa da guerra, os cartagineses aproveitaram da situação e cercaram a cidade com 50 000 soldados. Eles também bloquearam o Grande Porto com uma centena de navios enquanto saqueavam o território em torno da cidade. As duas facções em guerra na cidade então se uniram para pedir ajuda ao rei Pirro, que estava na península Itálica em sua guerra contra Roma. Eles esperavam que ele viesse por que sua esposa, Lanessa, era filha de Agátocles, um antigo tirano de Siracusa.

## Chegada de Pirro
Pirro, estava em guerra contra a República Romana no sul da Itália na ocasião, aceitou ajudar. A reputação de Pirro como libertador dos gregos de ameaças bárbaras seria bastante danificada se Siracusa fosse conquistada por Cartago. Além disso, a Sicília oferecia a oportunidade para uma possível invasão da Líbia, como já havia feito Agátocles.
Pirro desembarcou na Sicília no início de 278 a.C.. Assim que chegou, Pirro se aliou ao tirano Tindarião de Tauromênio e, assim que recebeu reforços, continuou navegando até Catana, onde desembarcou sua infantaria. Enquanto seguia com o exército e frota até Siracusa, os cartagineses enviaram trinta de seus navios para outras missões e a frota remanescente, assim como o exército, recuaram, permitindo que Pirro entrasse em Siracusa sem oposição. Depois que Toenão e Sóstrato lhe entregaram a cidade, Pirro garantiu que eles se reconciliassem.

## Consequências
Pirro então somou a frota de Siracusa à sua própria, o que aumentou-a em mais de 120 navios com deque, 20 sem e um enneres real, totalizando uma frota de mais de 200 navios. Heracleides, o monarca de Leontini entregou sua cidade e um exército de 4 000 soldados e 500 cavaleiros também. Depois de receber a aliança de muitas outras cidades sicilianas, que temiam o poderio cartaginês, Pirro esperava conquistar a Líbia.
Cartago, por sua vez, tentou a paz, mas Pirro recusou qualquer negociação neste sentido e passou a atacar seus territórios na Sicília, reduzindo-os a Lilibeu, uma poderosa fortaleza na ponta ocidental da Sicília. Pirro cercou Lilibeu, mas não conseguiu tomá-la por que Cartago ainda controlava os mares e conseguia manter a cidade bem abastecida de suprimentos e soldados. Ele então levantou o cerco e começou os preparativos para invadir a Líbia com sua frota.
Porém, Pirro rapidamente passou a ser detestado pelos gregos sicilianos por causa de seu comportamento autoritário. A última gota para eles foi a execução de Toenão. Apesar de ele e Sóstrato terem cooperado com Pirro, ele jamais confiou nos dois e, quando Sóstrato não mais se sentiu seguro e fugiu, Pirro acusou Toenão de conspirar com ele e ordenou que fosse executado. Os gregos sicilianos se revoltaram, com algumas cidades se aliando aos cartagineses e os mercenários mamertinos, que controlavam Messana. Neste ponto, Pirro decidiu voltar para o sul da Itália para ajudar os samnitas e tarantinos, que estavam perdendo a guerra para a República Romana.